# Villalba de los Alcores
Villalba de los Alcores è un comune spagnolo di 533 abitanti situato nella comunità autonoma di Castiglia e León.